# Ziegleria hesperitis
Ziegleria hesperitis is een vlinder uit de familie van de Lycaenidae. De wetenschappelijke naam van de soort werd als Bithys hesperitis in 1872 gepubliceerd door Butler & Druce.

## Synoniemen
- Thecla lugubris Möschler, 1877
- Thecla cabiria Hewitson, 1877
- Tmolus perdistincta Kaye, 1904
- Ziegleria bernardi Johnson, 1993
- Ziegleria mexicana Johnson, 1993